# مسح بصمة الببتيد القائم على الجينوم
مسح بصمة الببتيد القائم على الجينوم (GFS) هو نظام في تحليل المعلوماتية الحيوية الذي يحاول تحديد الجينومي الأصلي (أي الأنواع التي أتت منها) لعينة بروتين عن طريق مسح بصماتها بببتيد الكتلة ضد الترجمة النظرية والخلاصة للبروتينات مجين كامل هذه الطريقة هي تحسين من الطرق السابقة لأنها تقارن بصمات الببتيد إلى جينوم كامل بدلاً من مقارنتها بجينوم مفسر بالفعل. هذا التحسن لديه القدرة على تحسين شرح الجينوم وتحديد البروتينات ذات الشروح غير الصحيحة أو المفقودة.

## التاريخ والخلفية
تم تصميم GFS بواسطة Michael C. Giddings (جامعة North Carolina، Chapel Hill) وآخرون، وتم إصداره في عام 2003. قامت Giddings بتوسيع خوارزميات GFS من الأفكار السابقة. نُشرت ورقتان في عام 1993 تشرح التقنيات المستخدمة لتحديد البروتينات في قواعد بيانات التسلسل. حددت هذه الطرق كتلة الببتيدات باستخدام مطياف الكتلة، ثم استخدمت الكتلة للبحث عن قواعد بيانات البروتين لتحديد البروتينات  وفي عام 1999 تم إصدار برنامج أكثر تعقيدا يسمى Mascot الذي دمج ثلاثة أنواع من عمليات البحث في البروتين / قواعد البيانات: الأوزان الجزيئية الببتيد، مطياف الكتلة الترادفية من واحد أو أكثر من الببتيد، وبيانات الكتلة المختلطة مع تسلسل الأحماض الأمينية. الاسترجاع مع هذا البرنامج المستخدم على نطاق واسع هو أنه غير قادر على الكشف عن مواقع لصق بديلة غير مشروحة حاليًا، ولا يمكنه عادةً العثور على بروتينات لم يتم التعليق عليها. بنيت الأحجار على هذه المصادر لإنشاء GFS التي من شأنها مقارنة البيانات كتلة الببتيد إلى الجينوم بأكمله لتحديد البروتينات. نظام Giddings قادر على إيجاد توضيحات جديدة للجينات التي لم يتم العثور عليها، مثل الجينات غير الموثقة ومواقع لصق بديلة غير موثقة.

## أمثلة البحث
في عام 2012 تم نشر الأبحاث التي تم العثور فيها على الجينات والبروتينات في كائن نموذجي لم يكن بالإمكان العثور عليها بدون GFS لأنهم لم يشرحوا سابقا. وقد استخدم المخطط شميدت ميديتيرانيا في البحوث لأكثر من 100 سنة.هذا المستوي قادر على تجديد أجزاء الجسم المفقودة، وبالتالي يظهر ككائن نموذجي محتمل لأبحاث الخلايا الجذعية. يتم تغطية المستويين بالمخاط الذي يساعد في الحركة، وفي حمايتهم من الافتراس، وفي مساعدة جهاز المناعة لديهم.إن سلسلة جينوم شميدت ميديتيرانيا متسلسلة ولكن معظمها غير مشروح مما يجعلها مرشحة رئيسية لمسح بصمة الببتيد القائم على الجينوم. عندما تم تحليل البروتينات مع البروتينات GFS 1,604 تم تحديدها. لم يتم شرح هذه البروتينات في الغالب قبل أن يتم العثور عليها مع GFS. كما أنها كانت قادرة على العثور على subproteome مخاطي (جميع الجينات المرتبطة إنتاج المخاط). ووجدوا أن هذا البروتين المحمي تم حفظه في الأنواع الشقيقة شميدتيا مانسوناي. يتم الحفاظ على المخاط البرمجي الفرعي بحيث يتم العثور على 119 orthologs من المستويين في البشر. بسبب التشابه في هذه الجينات، يمكن الآن استخدام المخطط كنموذج لدراسة وظيفة البروتين المخاطي في البشر. هذا ذو صلة بالعداوى والأمراض المرتبطة بالحالات المخاطية مثل التليف الكيسي والربو وأمراض الرئة الأخرى. لم يكن من الممكن العثور على هذه الجينات بدون GFS لأنها لم تشرح سابقا.